# Quatre chemins de pardon
Quatre chemins de pardon (titre original : Four Ways to Forgiveness) est un recueil de nouvelles de science-fiction de l'écrivaine américaine Ursula K. Le Guin, publié en 1995 puis traduit en français et publié en 2007 aux éditions L'Atalante. Ce recueil a reçu le prix Locus du meilleur recueil de nouvelles en 1996. Ces nouvelles font partie d'un cycle intitulé le Cycle de l'Ékumen (également connu sous le nom de Cycle de Hain).
Les récits, comme beaucoup d'autres ouvrages d'Ursula K. Le Guin, sont centrés sur les thèmes de la liberté, de l'esclavage, de la lutte des classes, du racisme, du sexisme, du genre et de la sexualité.
Le recueil en langue originale a été complété par le roman court Old Music and the Slave Women (Musique Ancienne et les Femmes esclaves) qui en constitue la suite, pour une parution en 2017 sous le titre Five Ways to Forgiveness. Les éditions L'Atalante en publient la traduction française en 2023 sous le titre Cinq chemins de pardon.

## Analyse littéraire

### Genre
Les critiques ont qualifié Quatre chemins de pardon de « suite d'histoires », en se basant sur l'utilisation de cette expression par Le Guin elle-même pour décrire son choix délibéré de lier des nouvelles entre elles sous forme de livre. Le Guin a fait remarquer que les recueils d'histoires auraient pu constituer un roman si elle s'était concentrée sur quelques personnages ; au lieu de cela, elle a décidé de se concentrer sur une œuvre à plusieurs voix.

### Thèmes
Les récits, comme beaucoup d'autres ouvrages d'Ursula K. Le Guin, sont centrés sur les thèmes de la liberté, de l'esclavage, de la lutte des classes, du racisme, du sexisme, du genre et de la sexualité,.

#### Esclavage, liberté et lutte des classes
Pendant des milliers d'années, les esclavagistes (« propriétaires ») de Werel, à la peau foncée, ont tenu en esclavage les « mobiliers » majoritairement à la peau claire. Cependant, dans les dernières années du récit, à la suite de la colonisation de la deuxième planète, Yeowe, cette situation a commencé à changer sur Werel. Les Yeowiens ont gagné en liberté et luttent pour établir leur propre gouvernement et leur propre identité, et pour se faire admettre dans l'Ékumen des mondes.
Les ambassadeurs de l'Ékumen influent en faveur de l'abrogation de l'esclavage sur les planètes Werel et Yoewe : ils en font d'abord une condition nécessaire au ralliement des gouvernements à l'Ékumen. Puis le sous-envoyé Hainien Havzhiva, dans Un homme du peuple, aide les anciennes esclaves de Yeowe à s'affranchir des mécanismes de domination perpétués par les hommes après la révolte des esclaves contre les esclavagistes. Enfin, le Hainien Musique Ancienne, dans Musique Ancienne et les Femmes esclaves, s'allie au mouvement de libération des esclaves, le Hame.
Le quatrième récit, Libération d'une femme, rappelle les témoignages d'esclaves recueillis pour soutenir l'abolition de l'esclavage aux États-Unis.

#### Racisme
Les rapports humains sur Werel et Yeowe sont tous biaisés par le racisme instauré par le rapport de domination entre l'ethnie des esclavagistes, à la peau foncée, et les esclaves, généralement à la peau plus claire. Un des thèmes centraux de ces récits est l'exploration de différentes voies et étapes de la déconstruction et l'émancipation de ces déterminants sociaux.

#### Sexisme, genre et sexualité
Les relations hommes-femmes sont un autre domaine abordé dans les récits. Dans les premières années de la colonisation, seuls des esclaves mâles ont été transportés sur Yeowe, ce qui a donné naissance à une culture hypermasculine et à des relations homosexuelles formalisées entre eux, deux éléments qui ont eu un impact important sur les relations hommes-femmes ultérieures sur Yeowe. Dans la deuxième histoire du livre, Solly s'associe à un Werelien membre d'une classe d'artistes travestis traditionnels, et la quatrième histoire met en scène Rakam qui réfléchit à la façon dont sa nouvelle expérience de liberté par rapport à l'esclavage formel est conditionnée par sa position en tant que femme dans une société encore sexiste.
Dans les nouvelles Un Homme du peuple et Libération d'une femme, le récit à la première personne oppose un contre-pied au « consentement fabriqué » des abus sexistes, aux métaphores qui déterminent et maintiennent ces formes d'oppression sociale. En effet, Rakam évolue, depuis son statut initial d'enfant esclave, en échappant à l'oppression inhérente à son rôle de « femme de service » régulièrement violée, pour devenir une femme indépendante, universitaire et activiste respectée, et finalement libérée de ses traumatismes et carcans sociétaux quand elle devient capable d'aimer un « étranger » en la personne du hainien Havzhiva.
Dans ces récits, Le Guin met en évidence le fait que, même après la révolution des esclaves contre les esclavagistes, les hommes libérés maintiennent les structures sociales d'oppression brutale des femmes, au lieu de les restructurer, le statut de "propriétaire" n'étant pas complètement éradiqué mais remplacé par la domination des hommes sur les femmes, la libération des femmes restant finalement négligée jusqu'à leur révolte. Dans Un Homme du peuple, elle fait dire au Dr Yeron, après la révolte des esclaves mais avant celle des femmes : « Du temps des patrons, c’est moi qui dirigeais l’hôpital. À présent c’est un homme. Maintenant ce sont nos hommes les propriétaires. Et nous, nous sommes ce que nous avons toujours été. Des objets ».

## Résumé des nouvelles

### Contexte général
Les histoires de ce livre se déroulent sur deux planètes du système solaire RK-tamo-5544-34, Werel et Yeowe. Ces planètes sont habitées par des humains aux yeux dépourvus de blanc apparent et à la peau cyanique (allant du noir au très clair), adaptés au spectre des radiations solaires locales. Ces humains et l'ensemble de la faune ont été implantés sur Werel par les anciens Hainiens (ce "Werel" n'est pas le même que le monde appelé Werel ou Autreterre dans Planète d'exil et La Cité des illusions).
Werel a une longue histoire, de plus de trois millénaires, d'asservissement institutionnel des groupes ethniques de l'hémisphère nord, à la peau claire, par les groupes ethniques de l'hémisphère sud, à la peau plus foncée. Ces derniers se font appeler « propriétaires » (ou « maîtres », ou « gariotes » pour ceux possédant moins de deux esclaves) et appellent leurs esclaves « mobilier » ou encore hommes-liés et femmes-liées (les termes péjoratifs, synonymes d'esclaves, sont "poussiéreux", "crayeux", "blancs").
Lorsque l'Ékumen a pris contact avec les Wereliens lors de l'année ékuménique 1724, le choc a incité la nation werelienne dominante, Voe Deo, à développer un programme spatial et à coloniser l'autre planète habitable du système, Yeowe, en transportant pour ce faire une population essentiellement composée d'esclaves, au départ exclusivement masculins. Finalement, les esclaves de Yeowe se sont révoltés et ont obtenu leur indépendance, un événement qui s'est produit dans le passé relativement récent des quatre histoires. Les nations de Werel craignent que les esclaves de cette planète ne se révoltent pour obtenir leur liberté à leur tour.
Finalement, une fois la paix rétablie en l'année ékuménique 2072, après la fin de l’hégémonie des corporations et de l'opposition entre le Parti de la Liberté et le Parti mondial sur Yeowe, cette dernière intègre l'Ékumen en l'année ékuménique 2083 (localement, an 11 de la Liberté), et Werel trois ans après.

### Trahisons
- Trahisons, 2006 ((en) Betrayals, 1994)Publiée initialement dans l'anthologie Utopiae 2006 aux éditions L'Atalante en novembre 2006

Yoss, une professeur de sciences à la retraite qui a vécu la guerre de libération de Yeowe et s'est installée dans une région marécageuse désolée de la planète, fait la rencontre de son voisin gravement malade, Abberkam, ancien héros de la libération, chef du Parti mondial après la guerre, opposant au contact avec l'Ékumen, finalement tombé en disgrâce, ayant perdu la confiance de tous après avoir trahi le code des esclaves en accusant un de ses amis. Malgré sa méfiance, Yoss soigne Abberkam, puis, alors qu'un incendie accidentel détruit la hutte de Yoss, Abberkam sauve le chat ocellé de Yoss au péril de sa vie ; Yoss accorde alors sa confiance et son respect à Abberkam en acceptant de s'installer chez lui.

### Jour de pardon
- Jour de pardon, 2007 ((en) Forgiveness Day, 1994)

Solly, une femme à moitié terrienne dont les parents voyagent dans l'espace, doit faire face à des problèmes en tant qu'envoyée de l'Ékumen dans le petit royaume sexuellement répressif de Gatay sur Werel. Cette jeune diplomate effrontée s'oppose au conservatisme sexiste de son garde, un soldat de la classe dirigeante, avant qu'une période difficile de séquestration les force à s'unir et leur permette d'apprendre à s'apprécier et à construire un partenariat amoureux durable.

### Un Homme du peuple
- Un Homme du peuple, 2007 ((en) A Man of the People, 1995)Cette nouvelle contient la description la plus complète de l'environnement et de la culture de Hain dans l'œuvre de Le Guin.

Havzhiva est un homme qui grandit sur Hain, y est éduqué et travaille ensuite pour l'ambassade de Hain sur Yeowe.

### Libération d'une femme
- Libération d'une femme, 2007 ((en) A Woman's Liberation, 1995)

Rakam, une femme née esclave sur Werel, raconte sa vie et sa prise de conscience.

### Musique Ancienne et les Femmes esclaves
Une cinquième nouvelle a été ajoutée pour la publication de Cinq chemins de pardon.
- Musique Ancienne et les Femmes esclaves, 2000 ((en) Old Music and the Slave Women, 1999)

L'histoire d'Esdardon Aya, également connu sous le nom de "Musique Ancienne", postérieure aux quatre autres récits, pendant les derniers jours de la guerre civile.